# Paramaribo
Paramaribo [ˌpaːraːˈmaːriboː] ist die Hauptstadt und gleichzeitig einer von zehn Distrikten der Republik Suriname in Südamerika. Die Volkszählung von 2012 ergab 240.924 Einwohner, was fast die Hälfte der Gesamtbevölkerung des Landes ausmacht.

## Geografie
Die Stadt liegt am linken Ufer des Flusses Suriname, ca. 23 km stromaufwärts vom Atlantik entfernt.

## Geschichte
Der Name Paramaribo ist wahrscheinlich von einem Karibendorf, Parmirbo, abgeleitet. Im Jahr 1613 gründeten die beiden Niederländer Dirck Claeszoon van Sanen und Nicolaas Baliestel eine kleine Handelsgesellschaft in der Nähe von Parmirbo am Westufer des Suriname. Zum Schutz gegen Überfälle durch Kariben war der Posten von Palisaden umgeben.
Nach mehreren gescheiterten Versuchen von Europäern, bleibend Fuß zu fassen, fiel der Posten 1651 in englische Hände. Die Engländer bauten den Posten im Auftrag von Francis Willoughby in ein Fort um, das Fort Willoughby. Sie siedelten sich jedoch weiter südlich, etwa 50 km vom Fort entfernt, am Suriname-Fluss an. Als Zentrum des neu in Besitz genommenen Gebietes gründeten die Engländer hier die Stadt Torarica.
Im Jahre 1667 wurde das Gebiet für die Zeeländer unter Abraham Crijnssen erobert. Das Fort erhielt nun den Namen Fort Zeelandia und der Ort Paramaribo wurde für kurze Zeit in Neu Middelburg umbenannt. Hiermit wurde das Fort zum Zentrum der Kolonie. Vom Fort aus breitete sich die Stadt erst in westliche und dann in südliche Richtung aus. Trotzdem bestand die Stadt selbst 1683 lediglich aus einer Ansammlung von 27 Gebäuden. Erst aus dem Jahr 1790 gibt es Berichte über die Zählung von mehr als 1000 Gebäuden.

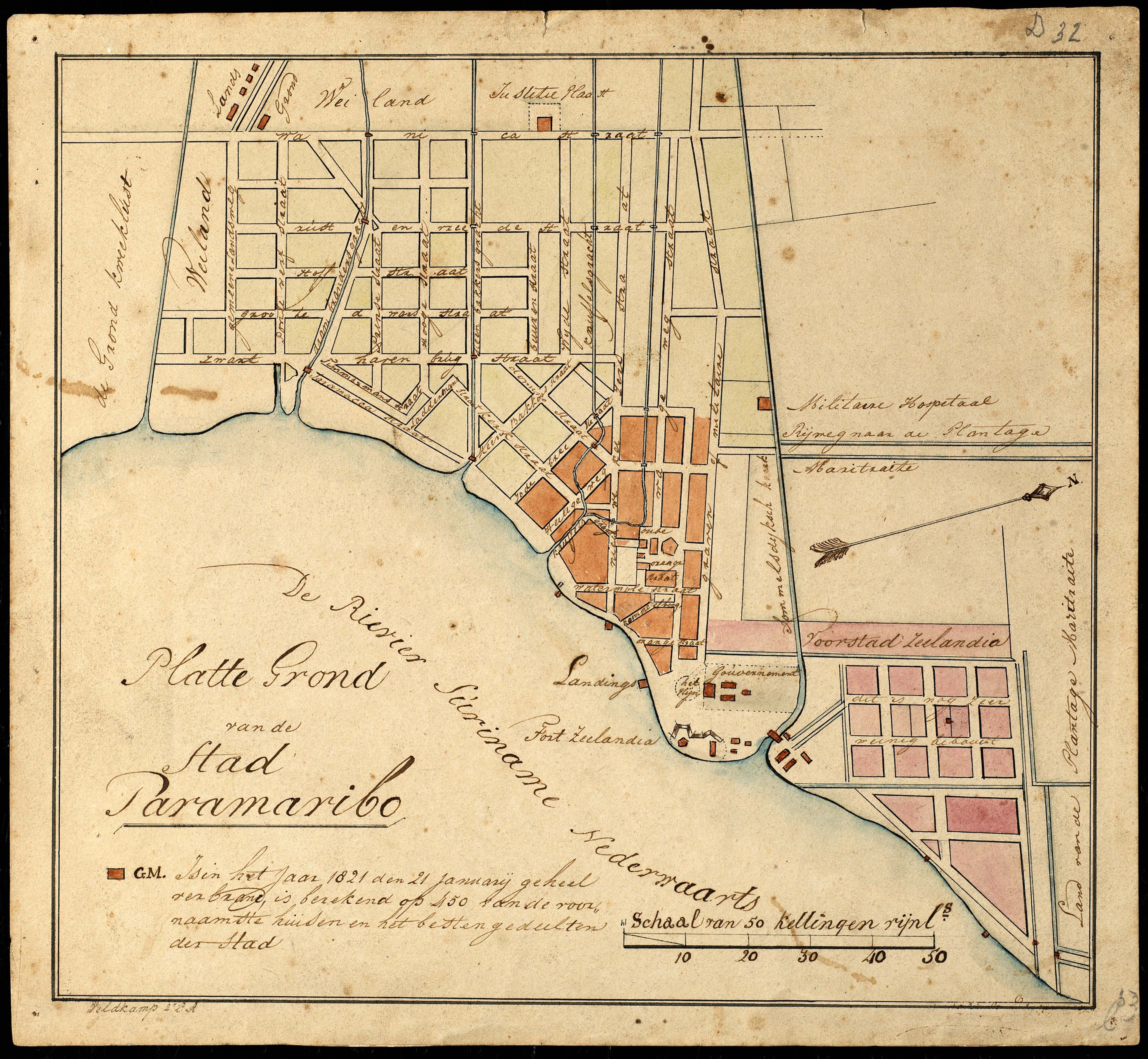
Stadtplan von 1821. In Braun ist das Gebiet, das im selben Jahr durch einen Brand zerstört wurde.

Die Stadt wurde bei zwei Großbränden 1821 und 1832 in Teilen zerstört.
Nach Abschaffung der Sklaverei 1863 und dem Ablauf der darauffolgenden zehnjährigen Arbeitspflicht 1873 (staatstoezicht) zogen viele Ex-Sklaven in die Stadt. Dies machte die erste große Stadterweiterung erforderlich. Nach 1950 kam es durch die Zunahme der Bevölkerung zu weiteren größeren städtischen Bauprojekten. Im Jahre 1987 fand dann in Suriname eine Gebietsreform und Verwaltungsneugliederung statt. Der Distrikt Paramaribo wurde hierbei in zwölf Ressorts aufgeteilt.
Nach den Ergebnissen der Wohnungs- und Volkszählung im Jahre 2012 ging die Bevölkerungszahl von Paramaribo gegenüber der vorherigen Zählung im Jahre 2004 leicht zurück.

## Architektur und Bevölkerung
Die Architektur von Paramaribo vermischt vorwiegend niederländische, französische und später auch amerikanische Einflüsse, welche eng mit den historischen Entwicklungen zusammenhängen. Hierdurch hat Paramaribo einen Stil entwickelt, bei dem hauptsächlich Holz- und weniger Ziegelsteine verwendet wurden. Auch spiegelt sich die multi-ethnisch und multi-religiös zusammengesetzte Bevölkerung in der Vielzahl unterschiedlicher und unterschiedlich gestalteter religiöser Gebäude, wie Kirchen, Synagogen, Moscheen und Tempeln wider.
Seit Juli 2002 steht das historische Zentrum von Paramaribo auf der Liste des Weltkulturerbes der UNESCO.

Galerie Paramaribo
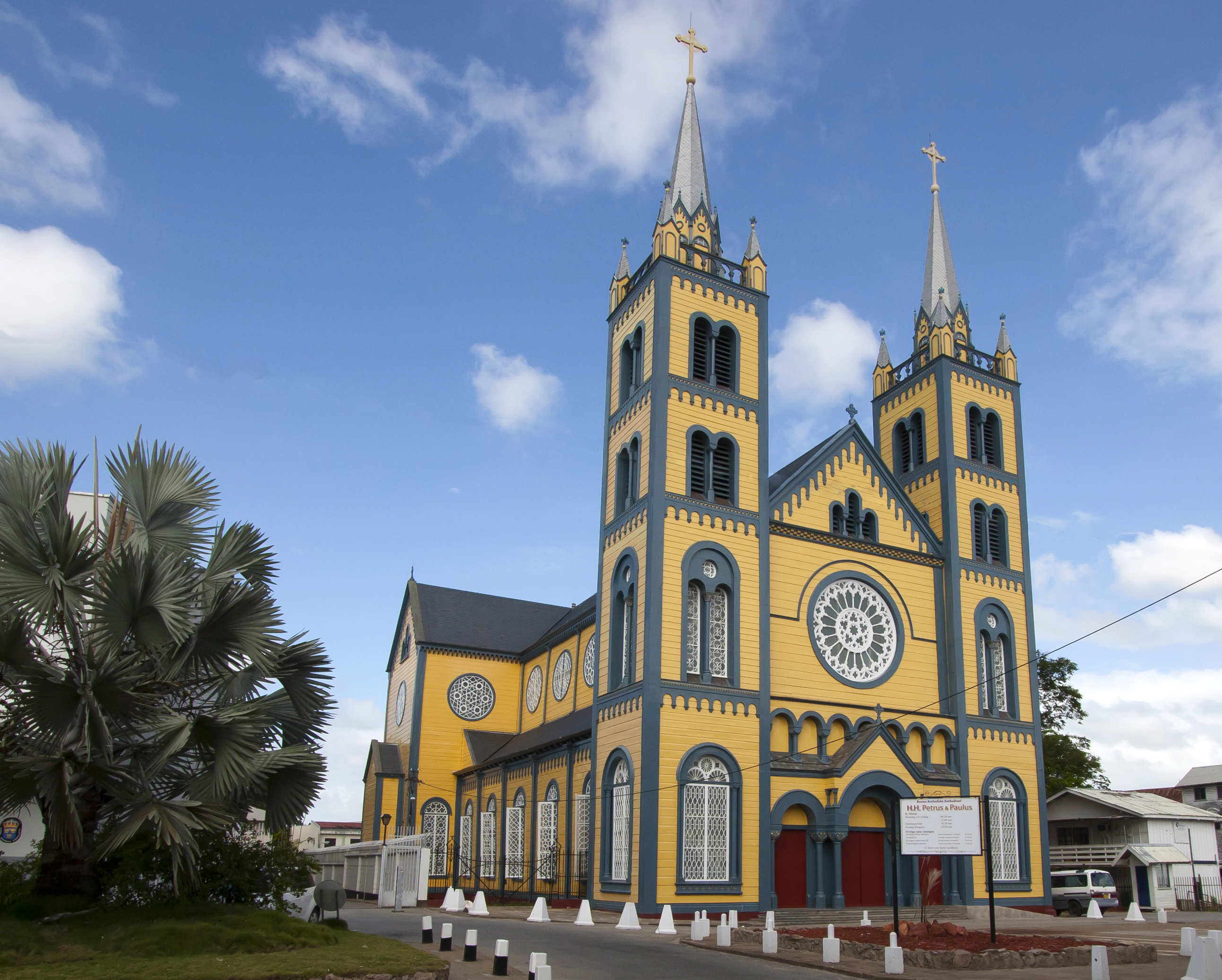
Römisch-katholische Kathedrale St. Peter und Paul, 1883 aus Holz errichtet, in der Henck Arronstraat
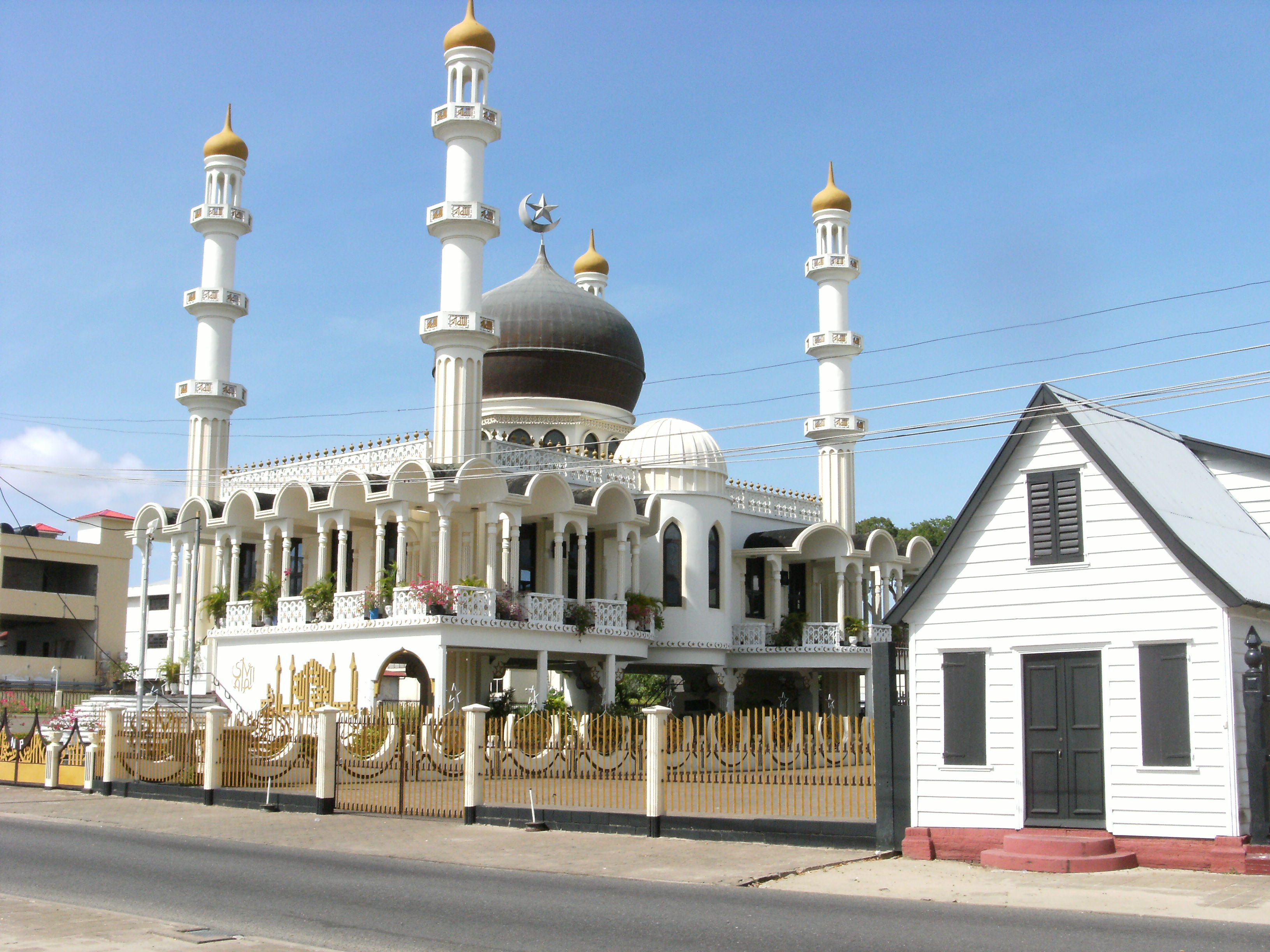
Moschee Keizerstraat (AAIIL)
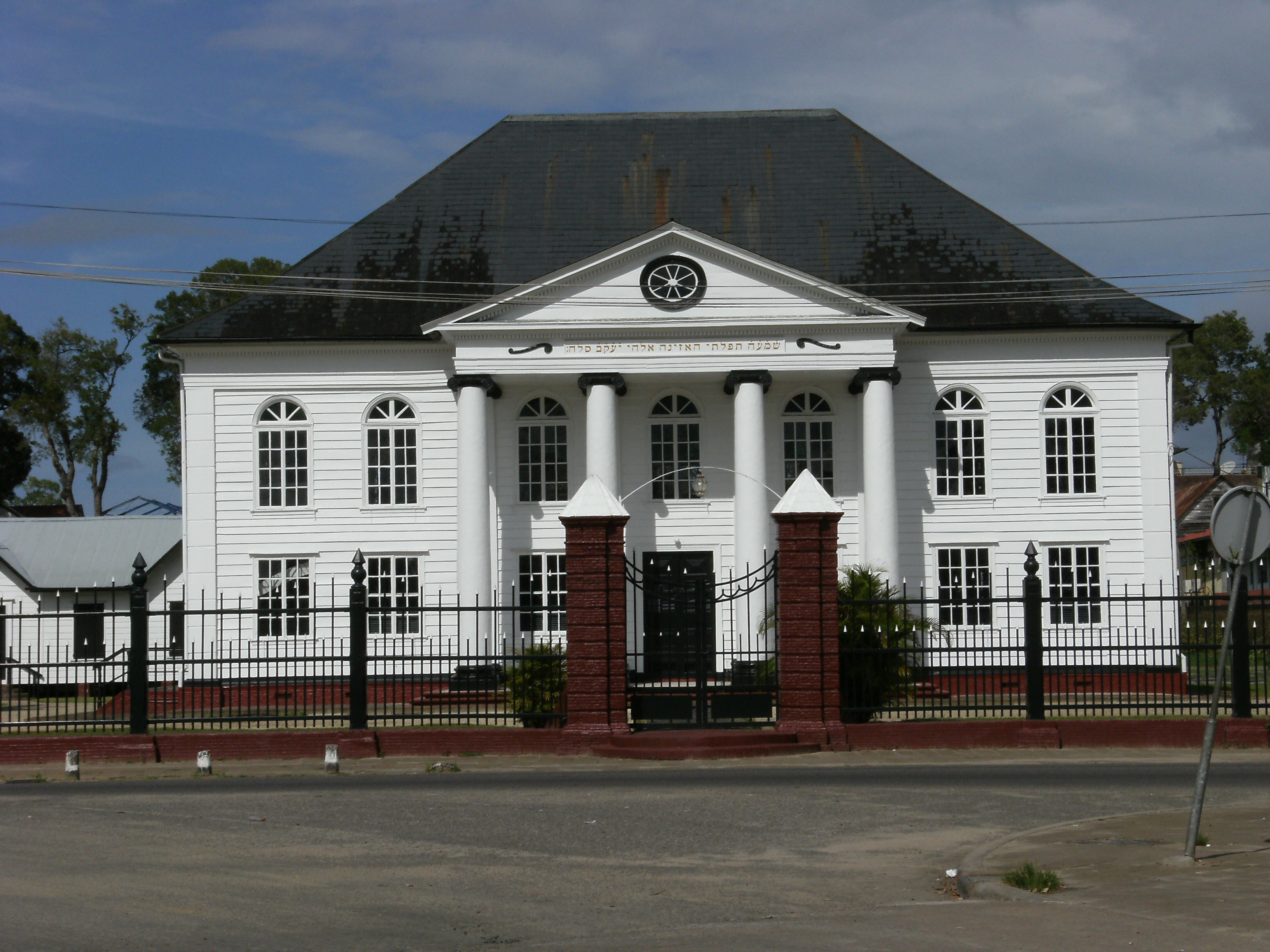
Synagoge (1842) Keizerstraat
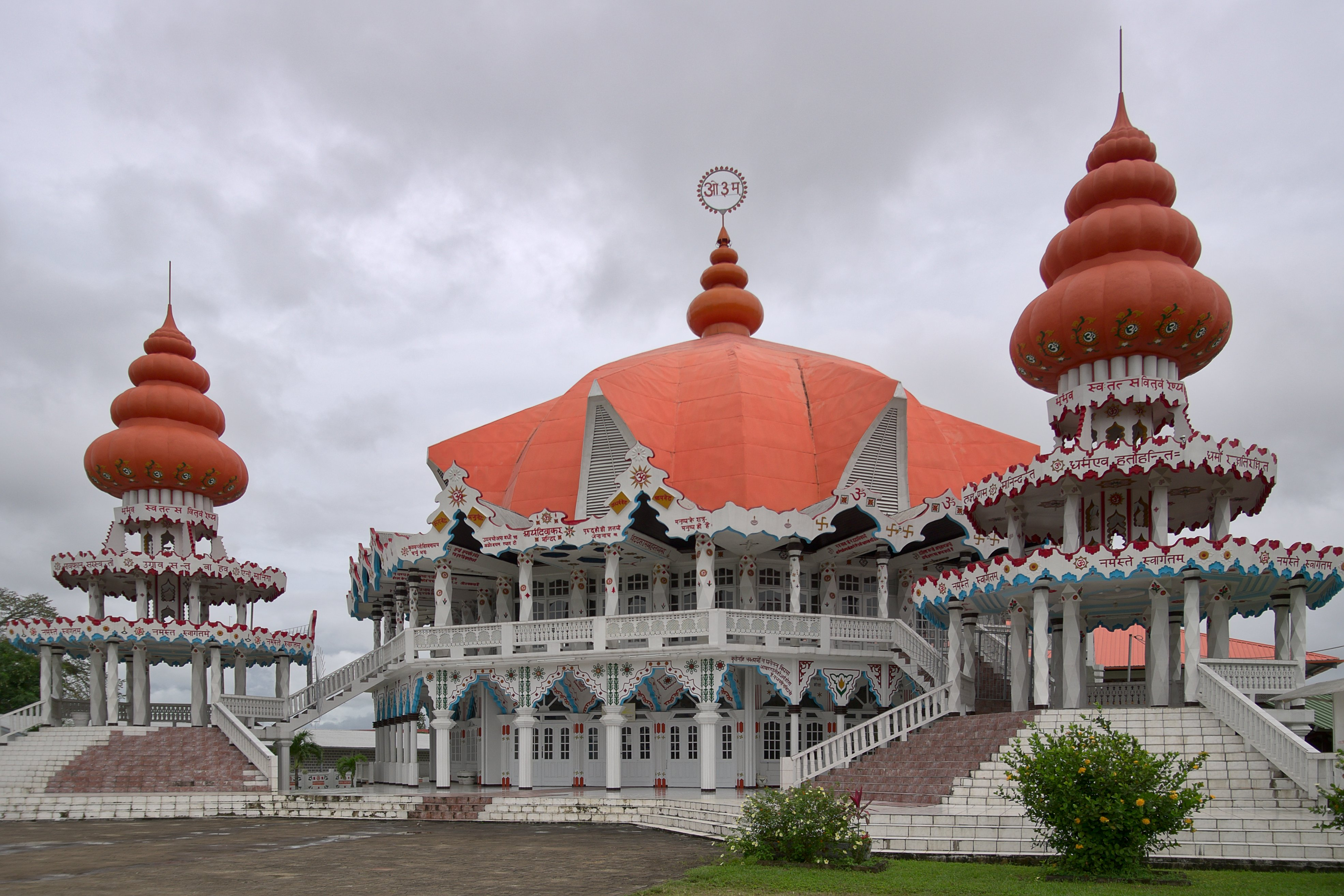
Hindu-Tempel (Arya Dewaker ca. 1998) Wanicastraat
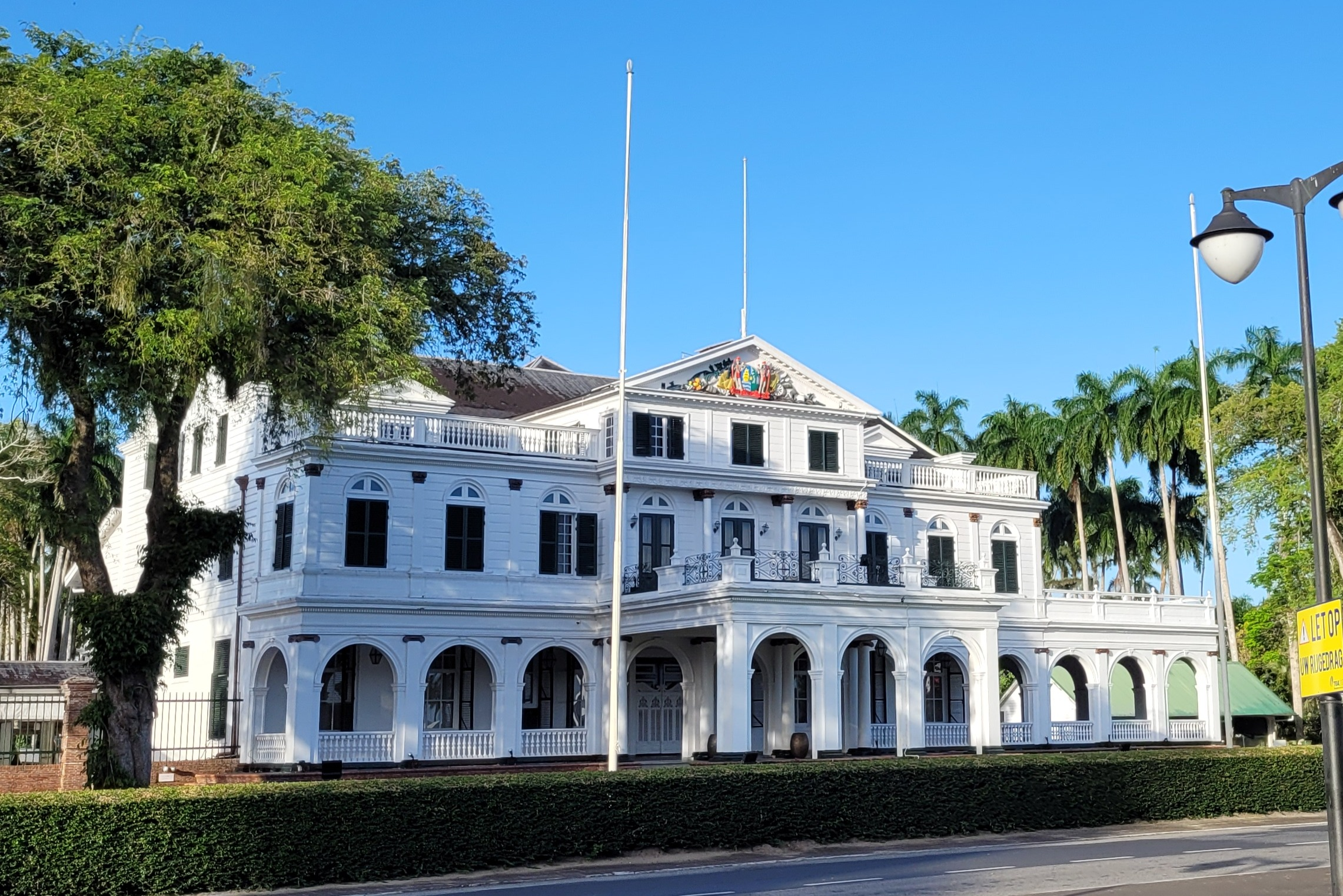
Präsidentenpalais am Onafhankelijkheidsplein
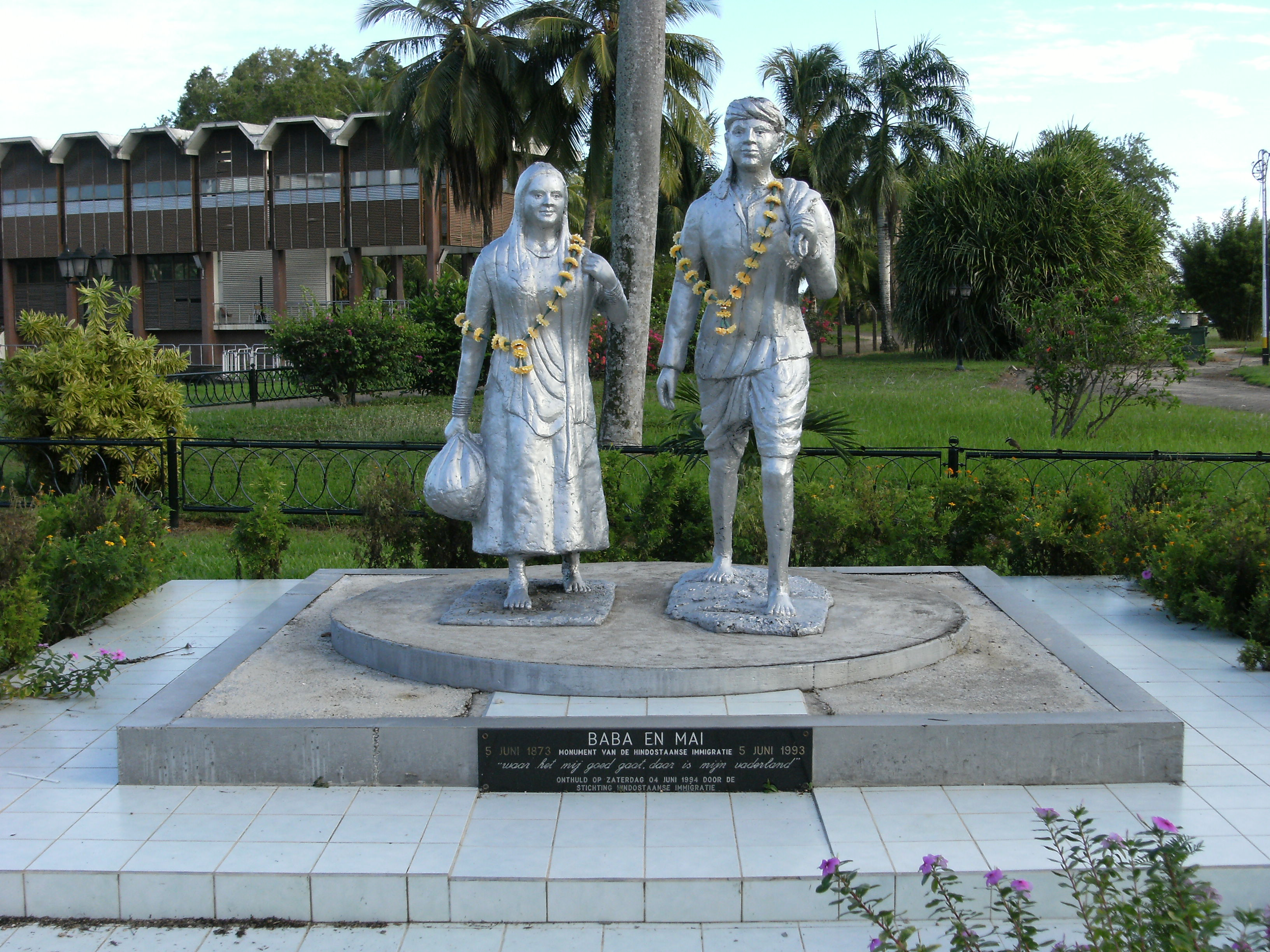
Denkmal am Kleine Combeweg zu Ehren der Immigranten, siehe auch Hindustanen
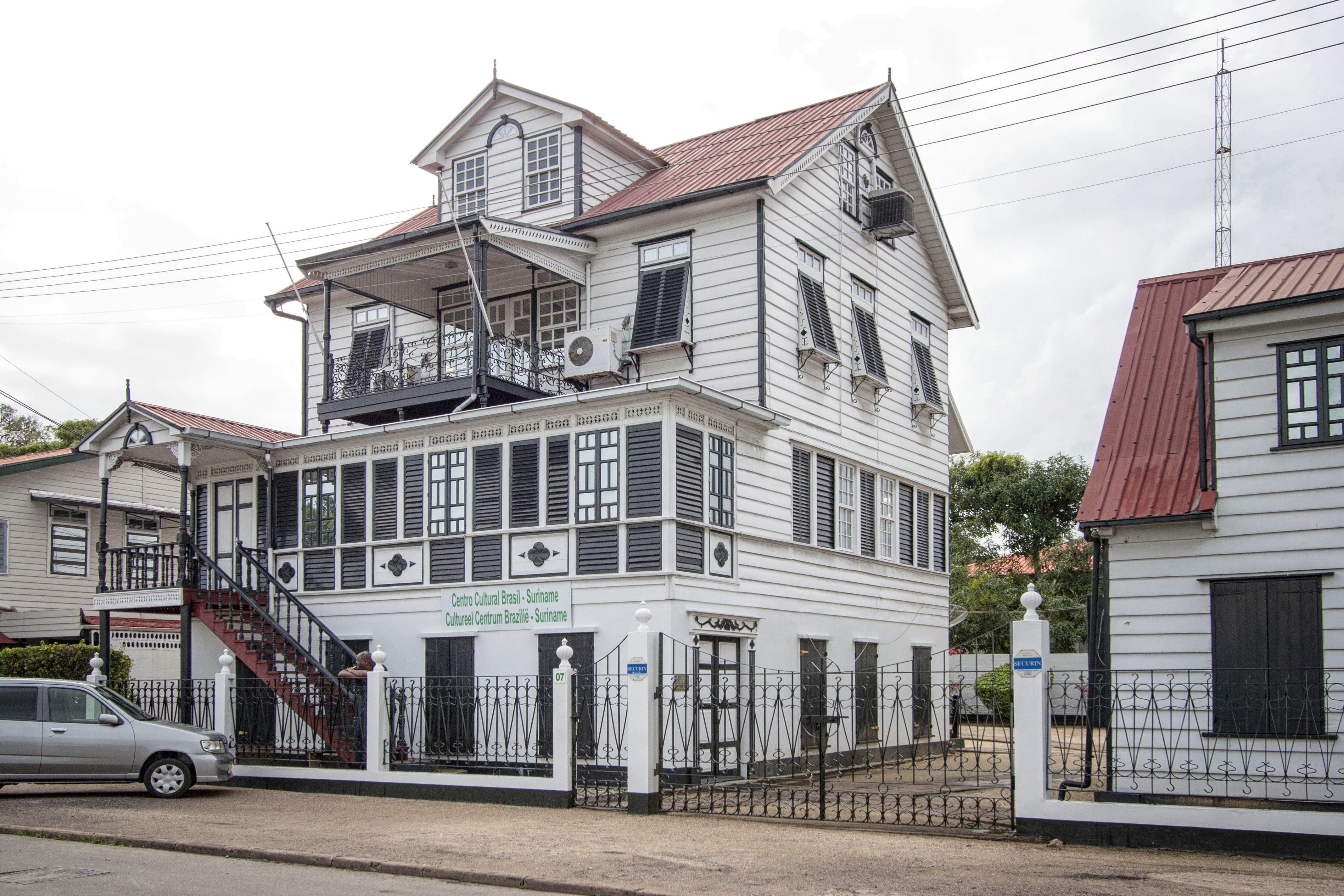
Historische Bauten Swalmbergstraat
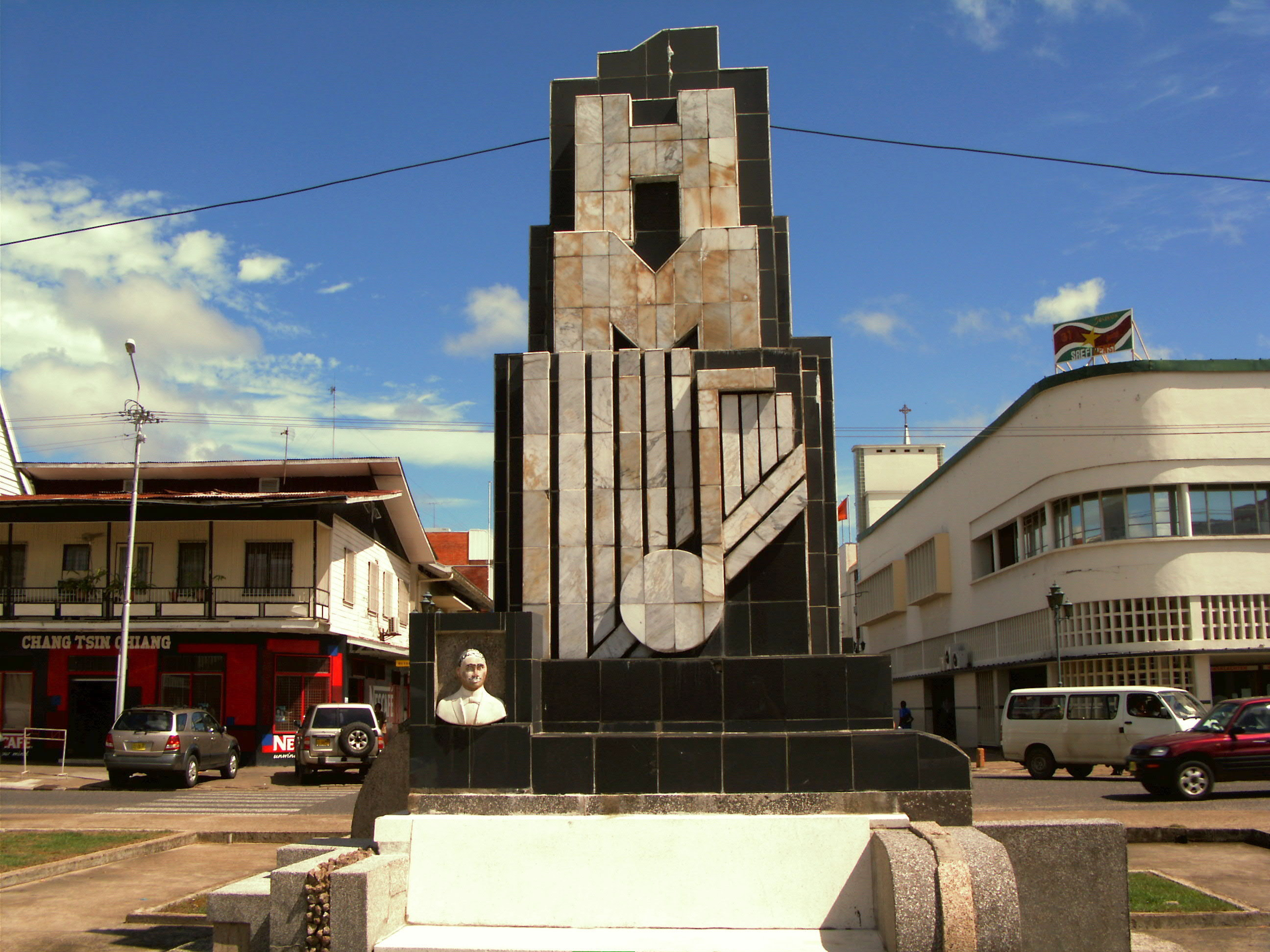
Helstone-Monument

## Wirtschaft und Verkehr
Paramaribo ist der wichtigste Hafen des Landes, von hier aus werden die Erzeugnisse des Landes nach Übersee verschifft. Über den Flugplatz Zorg en Hoop werden vor allem Personen und Güter in das unwegsame Binnenland transportiert.

## Städtepartnerschaften
- Antwerpen (Belgien)
- Hangzhou (China)

## Sonstiges
Der deutsche Bandleader und Musikproduzent Berry Lipman komponierte Anfang der 1970er-Jahre den Titel The Girls from Paramaribo, der zu einem seiner größten Hits wurde.